# Restaurierung
Als Restaurierung bezeichnet man bei Kulturgütern die Wiederherstellung eines alten Zustands, welcher oft im Laufe der Zeit verloren gegangen ist.
Die an einer Restaurierung zu beteiligenden Fachgebiete richten sich nach den zu restaurierenden Objekten (z. B. Baudenkmale, Tafelbilder, Wandmalereien, archäologische Funde, Musikinstrumente, Oldtimer, Filme), den verwendeten Materialien (Holz, Textilien, Malfarben, Stein, Keramik, Papier, Leder, Metall, Glas) und den angewendeten Techniken.

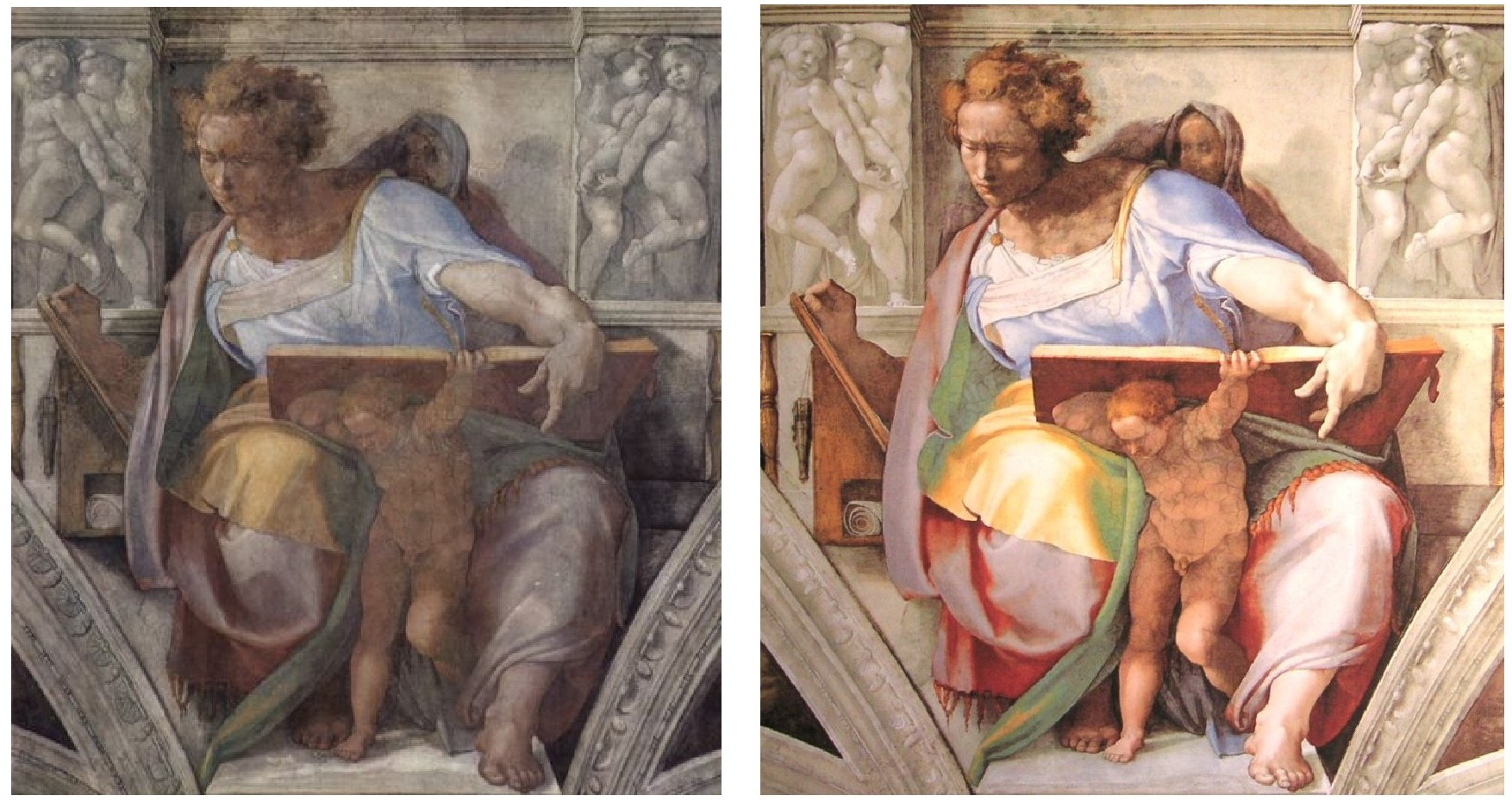
Restaurierung eines Freskos von Michelangelo in der Sixtinischen Kapelle (1509): Der Prophet Daniel, vor und nach der zwischen 1980 und 1994 durchgeführten Restaurierung.

Neben der akademischen Restaurierung ist der Bereich der handwerklichen Restaurierung als rein beruflich gebildeter, wirtschaftlich orientierter Tätigkeitsbereich im Handwerk etabliert. Insbesondere in der Altbausanierung und Baudenkmalpflege, aber auch in der Objektrestaurierung (Musikinstrumente, Bücher, Archivalien, Fahrzeuge und andere technische Objekte) im privaten Markt spielen Handwerker eine wichtige Rolle, wo sie mithilfe traditioneller handwerklicher Techniken auf der Grundlage einer beruflichen Ausbildung Restaurierungsleistungen erbringen. Akademische und handwerkliche Restaurierung haben jeweils spezielle Anwendungsgebiete und Methoden, ergänzen sich aber vielfach.

## Akademische Restaurierung

### Begriff Restaurierung

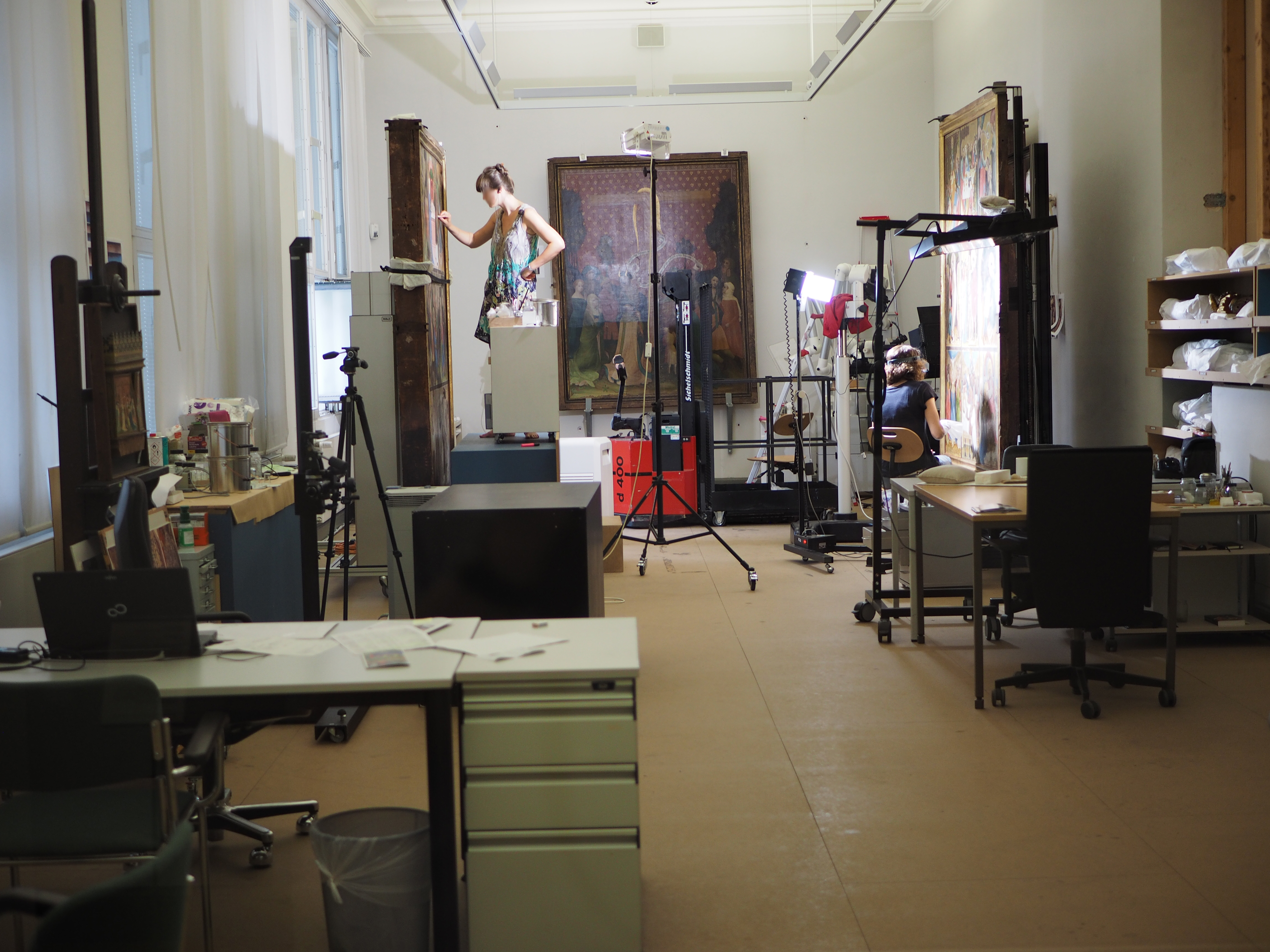
Restaurierungswerkstatt des Niedersächsischen Landesmuseums Hannover

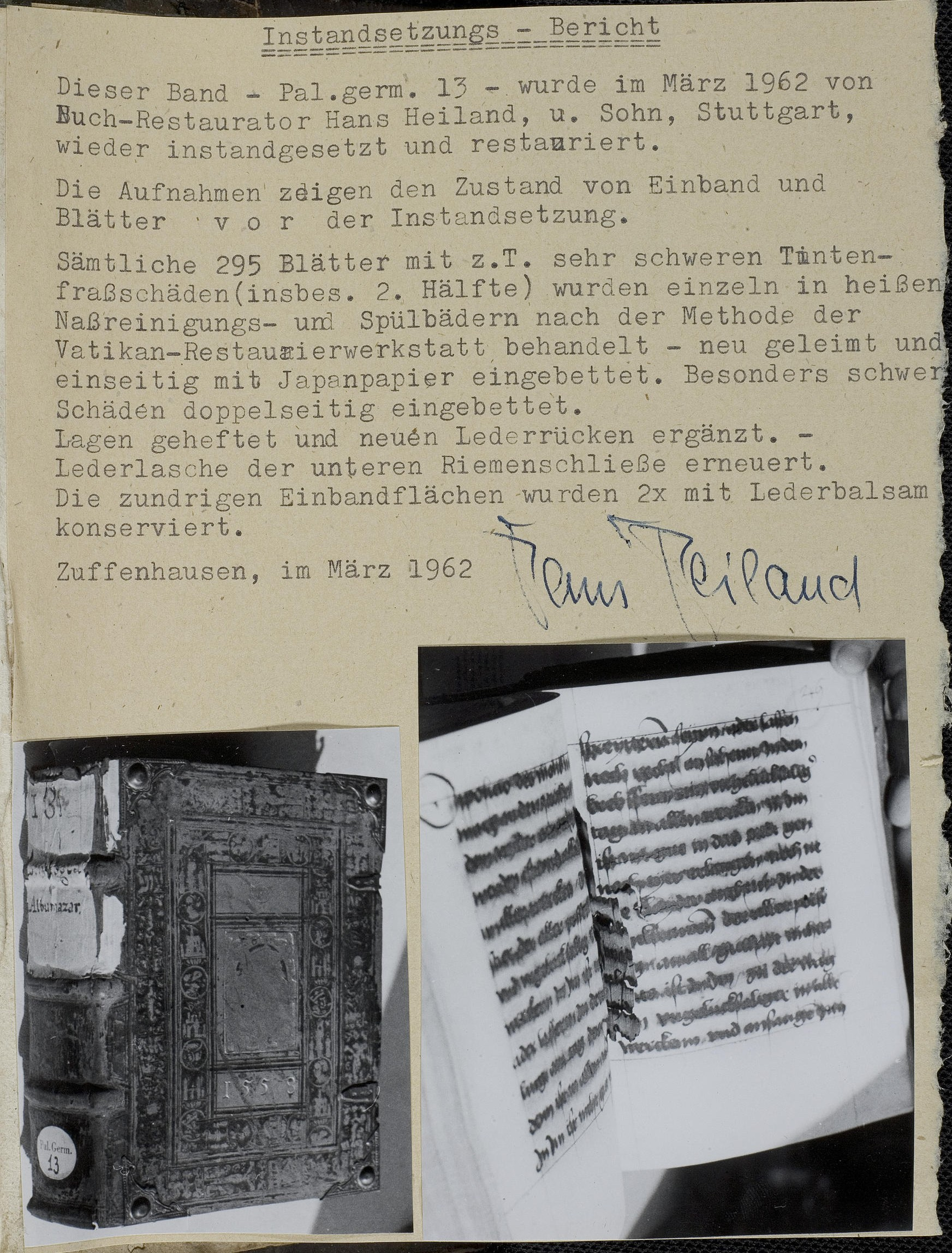
Instandsetzungsbericht des Stuttgarter Buchrestaurators Hans Heiland zur Restaurierung der spätmittelalterlichen Handschrift Cod. Pal. germ. 13 (1962)

Nach der Definition des internationalen Museumsverbands ICOM beschreibt der Begriff „Restaurierung“ alle Handlungen, die die Wahrnehmung, Wertschätzung und das Verständnis für das Objekt fördern. Diese Maßnahmen werden nur dann ausgeführt, wenn ein Objekt durch vergangene Veränderungen oder Zerstörung Teile seiner Bedeutung oder Funktion verloren hat. Es gelten dabei die Grundsätze des Respekts für das Original und seine Geschichte sowie der Reversibilität.
Beispiele für eine Restaurierung sind etwa das Zusammensetzen einer zerbrochenen Skulptur und die Rückformung eines Korbs.
Restaurierung unterscheidet sich damit von der Konservierung, die alle Maßnahmen umfasst, die den Zustand eines Objekts stabilisieren und das Eintreten künftiger Schäden verlangsamen sollen. Dabei spielen auch geeignete Umgebungsbedingungen eine Rolle (Präventive Konservierung). Des Weiteren kann z. B. eine Reinigung eine konservatorische Maßnahme darstellen, da eventuell aufliegende Schadstoffe entfernt werden.
Darüber hinaus gibt es Maßnahmen, die beide Bereiche umfassen können, z. B. das Entsalzen einer Keramik, die Entsäuerung von Papier oder das Aufbringen eines Schutzüberzugs.
Die Richtlinien für Restaurierung und Konservierung sind festgeschrieben im international gültigen Code of ethics.

### Geschichte und Restaurierungstheorie

#### Entwicklung der Leitvorstellungen
In den Anfängen der Restaurierung verstand man die Wiederherstellung eines Bauwerks oder eines Kunstwerks in einen früheren als ursprünglich betrachteten Zustand. Die Vorstellung dieses Zustands orientierte sich teilweise am materiellen Bestand, teilweise aber auch an einer dem Objekt zugeschriebenen Bedeutung, die in einer neuen Gestaltung vermittelt werden sollte (Neugestaltung des Speyerer Doms in der 2. Hälfte des 19. Jahrhunderts). Diese bis ins frühe 20. Jahrhundert hinein geltende Vorstellung der Restaurierung führte letztlich zu den Ausbauten etwa des Kölner Doms oder des Ulmer Münsters, aber auch zahlreicher weniger prominenter Objekte. Im Rahmen dieser Auffassung wurden Bedeutung und ästhetische Bewertung eng verknüpft.
Der Begriff wurde in den 1830er Jahren durch den „Vater der Restaurierung“ Eugène Viollet-le-Duc geprägt. Nach diesem war Restaurierung ein Vorgang der Herstellung eines ursprünglich gedachten, vollkommenen Zustands, der möglicherweise so nie existiert hatte. Für Viollet-le-Duc war das Ziel der Restaurierung also die (Wieder-)Herstellung der ursprünglich geplanten Aussage eines Monuments. Dieser Auffassung widersprach in den 1840er Jahren der englische Gelehrte John Ruskin. Er sah in der Restaurierung die Verfälschung des vorgefundenen Zustands und damit des Denkmalwerts eines Gebäudes. Nach Ruskin sollte die Konservierung eine Restaurierung unnötig machen. Seine Auffassung prägte Kunsthistoriker und Denkmalpfleger: „Konservieren, nicht Restaurieren“ war um 1900 die Forderung Georg Dehios, der maßgeblich am Aufbau der Denkmalpflege in Deutschland beteiligt war.
Dennoch setzte sich in der Denkmalpflege die Auffassung vom Werk als historische Quelle nur langsam durch. Erst nach dem Zweiten Weltkrieg wurde die Restaurierung nach und nach auch als Konservierung verstanden. Ziel der Konservierung ist es, den angetroffenen Bestand zu sichern und gegebenenfalls zu erschließen. Die Bedeutung des Objekts wird nicht mehr nur an der ästhetischen Komponente gemessen, vielmehr wird versucht, das Objekt für möglichst viele Ansätze der Bedeutungszuweisung offen zu halten. Diese Auffassung wurde 1964 in der Charta von Venedig niedergelegt, die die Zielvorstellungen der modernen Restaurierung formuliert und verbindlich festsetzt.

#### Leitbilder

##### Erhaltung der Originalsubstanz
Objekt der Restaurierung ist die Originalsubstanz des Objekts. Der Begriff ist in der Praxis relativ eindeutig, in der Theorie aber nicht leicht einzugrenzen. Als Original sieht die moderne Denkmalpflege weder einen – zwangsläufig hypothetischen – Zustand zu einem gewissen Zeitpunkt, sei es der Moment, in dem der Künstler gesagt haben mag, das Werk „sei vollendet“, sei es der Moment, in dem es sich der kollektiven Erinnerung als „typisch“ eingeprägt hat, noch die „wertvollen“ Anteile am Objekt – wenn auch unstrittig in der Ausführung der Restaurierung solche Wertungen getroffen werden. Streng genommen bezeichnet der Ausdruck schlicht das Werk, wie es sich dem Restaurator im Moment des Restaurierungsbeginns präsentiert.

##### Rekonstruktion der Werkgeschichte
Zu einem der zentralen Arbeitsschritte wird hier die Objektforschung, also die Rekonstruktion der Werkgeschichte. Aus ihr lässt sich im Einzelfall entscheiden, welche Teile unbedingt erhaltenswert sind, welche geopfert werden können und sollen, um den Zugang zu früheren Fassungen zu ermöglichen, was – zu entfernende – Verschmutzung, und was – als Zeitzeugnis erhaltenswerte – Patina des Objekts ist und welche Teile als entstellende Fremdkörper oder irreguläre Veränderung nicht übernommen werden sollen.

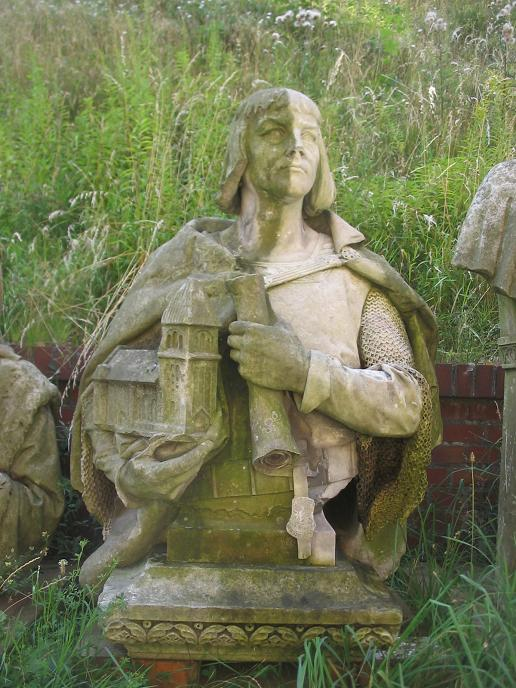
Restauratorische Reinigungsprobe an der Büste des Johann Gans Edler Herr zu Putlitz aus der Siegesallee-Gruppe 3, August 2009

##### Reversibilität des Eingriffs
→ Hauptartikel: Reversibilität (Denkmalpflege)
Die moderne Restaurierung verfolgt das Ziel, durch möglichst auf ein Minimum beschränkte Eingriffe am Objekt die Erhaltungsbedingungen zu verbessern. Dabei ist heute die Reversibilität des Eingriffs eine der Hauptanforderungen: Diese strenge Forderung zieht die Lehren aus den Restaurierungen des 19. und 20. Jahrhunderts, die durchwegs schwerwiegende negative Folgen gezeigt haben: So machen bei einer heutigen Restaurierung im Allgemeinen das Rückgängigmachen von früheren Eingriffen in das Werk den Großteil des Arbeitsaufwandes aus, und auch ein Gutteil der Verluste ist nicht auf „natürliche“ Alterung, sondern seinerzeit wohlgemeinte Eingriffe zurückzuführen. Die enormen Entwicklungen der Werkstoffe und Methoden der Restaurierung haben gezeigt, dass jede – auch heutige – Restaurierung, die Substanzen in das Werk einbringt oder es mechanisch berührt, schon nach einigen Jahrzehnten nur mehr als „zeitgenössischer Kompromiss“ angesehen werden kann. Dort, wo Reversibilität nicht möglich ist, ist präzise Dokumentation gefordert, um wenigstens über einen Bericht die Werkgeschichte geschlossen zu halten.
Idealerweise bliebe ein zu restaurierendes Objekt vollkommen unberührt, wenn nicht das Aufhalten der alterungsbedingten Verfallserscheinungen und damit die Erhaltung des Werks an sich das Hauptziel jeder Konservierung wäre. Weil aber andererseits die Alterungserscheinungen aller Art im heutigen Verständnis als Werkgeschichte Teil des Objekts geworden sind, kann eine Restaurierung auch nicht das „Einfrieren“ eines Status quo sein. Zentrales Anliegen ist daher, das Werk in seiner Alterung – in welcher Weise auch immer – unter Kontrolle zu halten und sei es nur, um nachfolgenden Generationen zu ermöglichen, technisch heute noch nicht Leistbares am Objekt umzusetzen und ihnen dabei so wenig Probleme wie möglich zu bereiten, aber so viel wie möglich zu erhalten.
Der Begriff der Derestaurierung bzw. „Zurückrestaurierung“ bezeichnet den Versuch, eine als fehlerhaft erkannte „Restaurierung“ rückgängig zu machen.

##### Lesbarkeit des Werks
Ergebnis einer Restaurierung sollte nach heutigem Verständnis – neben der im besten Gewissen der theoretischen Forderungen und nach Stand der Technik ausgeführten Konservierung – eine möglichst umfassende Lesbarkeit des Werks sein. Dieser Begriff umfasst wohl die Aussagen, die durch ein Objekt intendiert waren, seien sie der kontemporäre primäre Anlass oder sekundäre Nach- und Umdeutungen. Vielmehr aber bedeutet Lesbarkeit, den heute vorhandenen Zustand aus der Werkgeschichte heraus zu verstehen. Weiterhin hält er den Restaurator an, keinerlei interpretative Maßnahmen zu treffen, sondern jedem Betrachter zu ermöglichen, das Werk aus sich heraus zu begreifen – seien es materialwissenschaftliche Studien, die nicht verfälscht werden dürfen, seien es kunstgeschichtliche Schlüsse oder auch ästhetische Betrachtung. Dabei bezieht der Restaurator insbesondere seine eigene Arbeit mit ein: Alle Schritte, die er setzt, sollen möglichst von der Nachwelt aus dem Werk selbst ablesbar sein, um späteren Fehlinterpretationen vorzubeugen. Klassisches Beispiel dafür ist die Neutralretusche oder das Tratteggio, eine Retuschiermethode, die im Istituto superiore per la conservazione ed il restauro in Rom von Cesare Brandi entwickelt wurde, um Fehlstellen im Original so weit zurückzunehmen, dass sie den Blick des Betrachters nicht vom eigentlichen Bildinhalt ablenken, aber dem näher Hinschauenden sofort offenkundig werden. Daraus leiten sich heute auch die Präsentationsmethoden ab, die „schmerzliche“ Verluste am Original keinesfalls kaschieren, sondern nüchtern dokumentieren, aber doch ein geschlossenes Zustandsbild zeigen, in dem die Originalsubstanz selbst der vorrangige Eindruck ist.

##### Überholte Leitbilder
Begriffe wie Originaltreue oder Werkverständnis spielen keine Rolle mehr – sie implizieren Spekulationen, die nicht Aufgabe eines Restaurators sein können. Allenfalls spricht man von Werktreue und meint damit einen gewissen naiven Zugang zum Objekt, der Werk, Schöpfer des Werks und spätere Beiträge aus ihrer Zeit heraus respektiert und verbietet, „Verbesserungen“ vorzunehmen, sofern sie nicht den Primärzielen der Konservierung und Lesbarkeit dienen. Auch ein Fokus auf Originalmaterialien oder Originalmethoden, wie er in den Jahren nach der Charta von Venedig als Gegenpol zu früheren Abwegen des Restaurierens verfolgt wurde, ist nicht mehr aktuell. Dort, wo deren Unzulänglichkeiten bekannt sind, wie auch, wo der Ruch einer wie auch immer gearteten Fälschung droht, ist kontrastierendes Material und modernste Methodik Mittel der Wahl.

#### Sachzwänge: Intaktheit und Zugänglichkeit

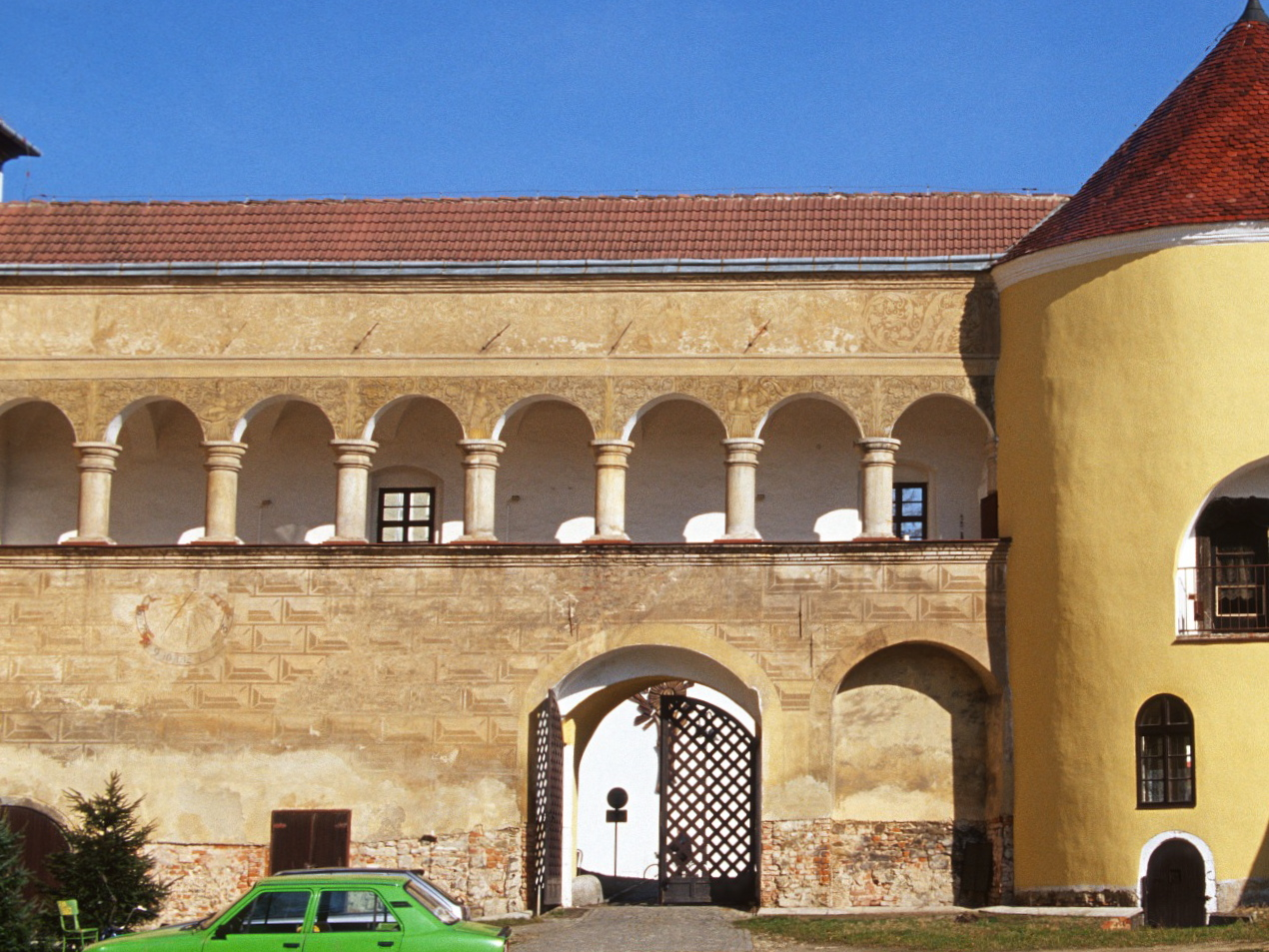
Schlosstor von Jägerndorf vor der Restaurierung (2001)

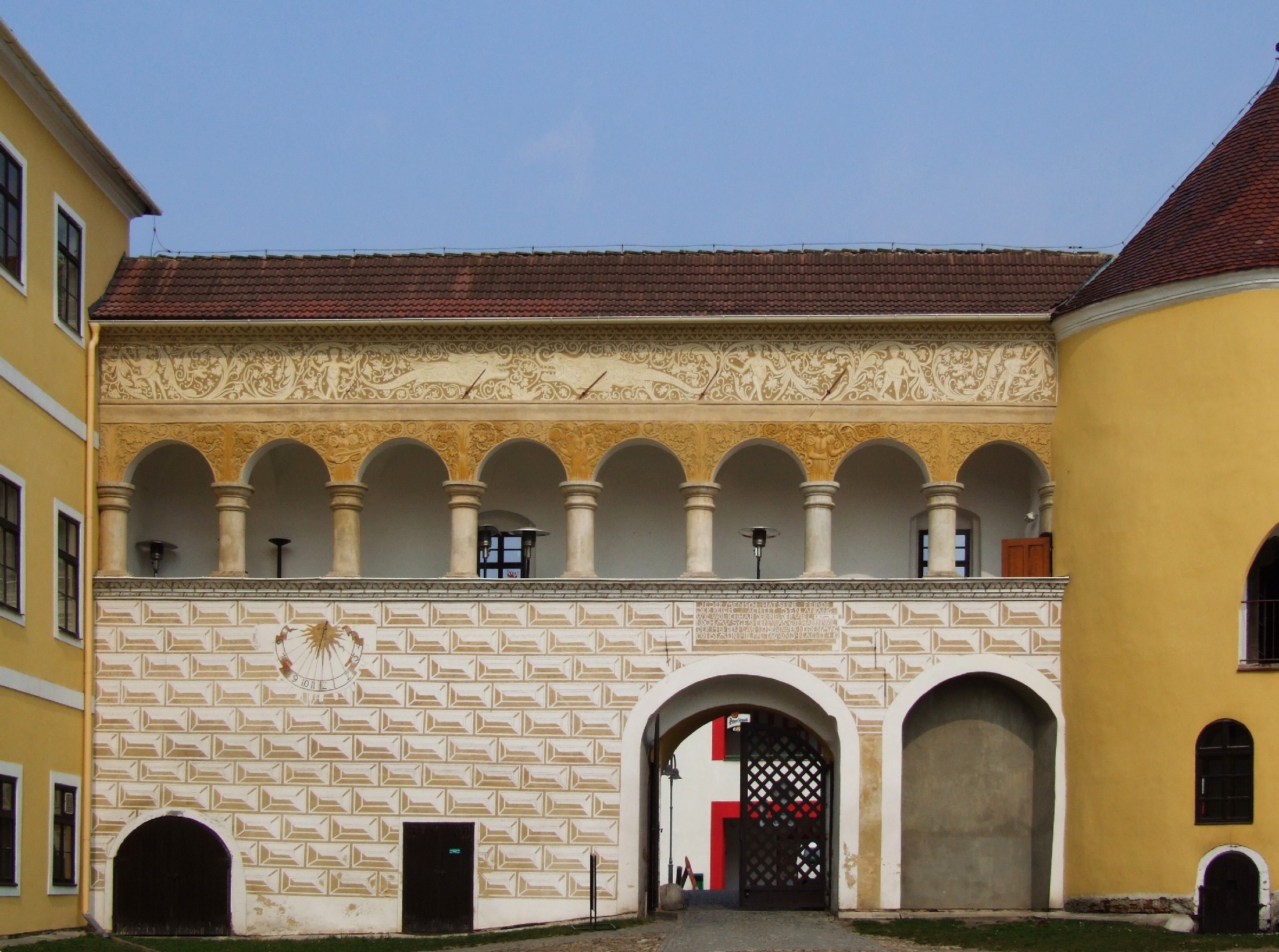
Schlosstor von Jägerndorf nach der Restaurierung (2009)

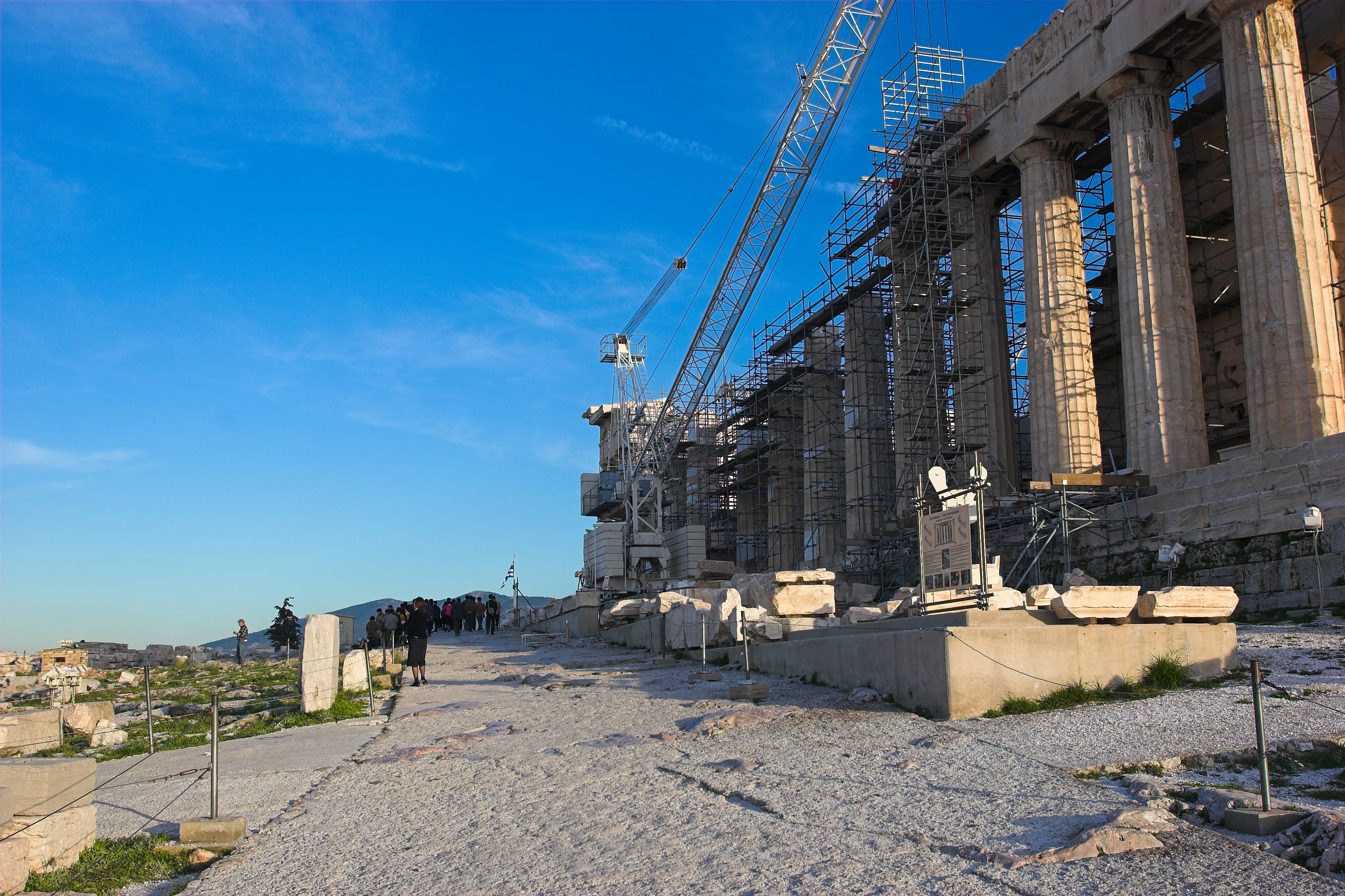
Restaurierung des Parthenon

Während die akademische und museale Restaurierung sehr nah an der Charta von Venedig arbeiten kann, ist der gewerbliche Restaurator dem Spannungsfeld dieser Leitbilder, und dem Wunsch des Auftraggebers nach einem intakten Werk ausgesetzt – ein Gutteil aller Restaurierungen wird privat finanziert, und selbst bei denkmalgeschützten Objekten finanziert der Eigentümer je nach öffentlichem Interesse um die 30–60 % der Restaurierung.
Nach wie vor wird populär nicht zwischen Restaurierung und Rekonstruktion unterschieden, und viel zu selten auch zu Renovierung und Sanierung abgegrenzt. Das Leitbild der Öffentlichkeit – ob Gemälde oder Gebäude – wird noch heute im Satz „erstrahlt in neuem Glanze“ formuliert, ein Konzept, das nach dem Paradigma der Werkgeschichte nicht haltbar, und selten durchführbar ist. Die Restaurierung beschränkt sich auf das Vorhandene, sie „stellt“ nicht „wieder her“ (lat. re-construare), was verloren ist, noch „erneuert“ (lat. re-novare) sie grundlegende Bestandteile, und sie versucht auch nicht, die „Wunden“ der Zeit „zu heilen“ (lat. sanare).
Außerdem ist – neben den Objekten, die sowieso nur mehr einer musealen Verwendung als historisches Dokument unterliegen – zwischen primär dekorativen Objekten (Bilder, Skulpturen, Wandmalerei und Ähnliches) und funktionellen Objekten (Möbel, Fahrzeuge) zu unterscheiden: Soll der Gebrauchswert erhalten werden, sind rekonstruktive Maßnahmen meist auch in einer akademisch strengen Restaurierung unumgänglich. Typisch sind diese Spannungsfelder etwa in der Restaurierung von Kirchengebäuden, die einerseits enormen finanziellen Aufwand erfordern und daher einem großen „Erfolgs“druck ausgesetzt sind, und andererseits seitens der Gemeinde ein Nutzobjekt, seitens der Kunstgeschichte aber museales Objekt sind. Noch stärker stellt sich das bei Nutzgebäuden dar: Hier beschränkt sich echte Restaurierung oft nur auf einzelne Baugruppen, die in Neuerstellungen eingebunden werden. Auch die Restaurierung historischer Datenträger (von Tontafeln über Manuskripte der Literatur und Musik bis zu Filmmaterial, im weiteren Sinne aber auch alle bildnerischen Werke) kommt um die Berücksichtigung der vorrangigen Lesbarkeit des Originals, nicht des restaurierten Objekts, nicht herum.
Ein weiteres Spannungsfeld ergibt sich aus optimaler Konservierung, und Zugänglichmachung des Objekts – und sei es nur aus dem pragmatischen Sachzwang, die Erhaltung alter wertvoller Objekte zu finanzieren. Zwar wären die meisten Objekte unter Verschluss kontrollierter Umgebungsbedingungen besser konservierbar, andererseits sollen die Stücke in weiten Bereichen auch ihrem ursprünglichen Verwendungszweck (etwa bei Bildern, betrachtet zu werden) gerecht werden können. Ideal lässt sich die Forderung nach Unberührtheit etwa in der modernen Archäologie umsetzten, wo Bodendenkmale, sofern keine Bergung als Notgrabung oder zu Untersuchungszwecken erforderlich ist, nach einer genauen Dokumentation wieder so dem Erdboden übergeben werden können, wie sie sich über Jahrhunderte, oder Jahrtausende, erhalten haben. Das Problem der Raubgrabungen stellt das aber in Frage, und in vielen anderen Bereichen müssen auf jeden Fall Kompromisse vielfältigster Art zwischen Konservierung und Präsentation gefunden werden.

### Berufsbild
Siehe auch: Restaurator – zu Werkstatt und Ausbildung

#### Umfang einer Restaurierung
Restaurierung setzt sich allgemein zusammen aus
- Befundung der vorhandenen Substanz
- Erarbeiten eines Konzepts über Vorgehensweise, Zielvorstellung und Methodik
- Reinigung und gegebenenfalls Freilegung relevanter Fassungen
- der Sicherung (Konservierung im eigentlichen Sinne)
- der Präsentation der Substanz im Kontext der Fehlstellen und der sonstigen Umgebung eines Werkes
- sowie der umfassenden Dokumentation des Restaurierungsprozesses

Neben der Durchführung von Restaurierungen gibt es die Restaurierungsberatung. Hier wird das Konzept für Restaurierungen entworfen, ähnlich der Arbeit eines Architekten.

#### Arbeitsgebiete und Fachbereiche
- Architektur und Raumfassung

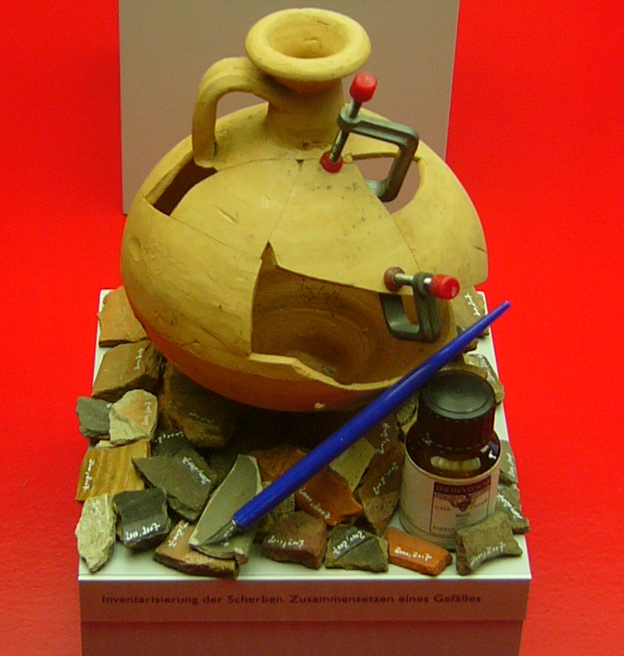
Zusammensetzung von Scherben

- Archäologische Grabung und archäologisches Kulturgut
- Bauteile (Treppen, Türen, Fenster, Fußböden)
- Beschläge und andere Dekorationselemente
- Audio-, Video- und andere Datenträger (Datenbänder)
- Ethnographische Objekte, Volks- und Völkerkunde
- Fotografie, Film
- Gemälde, Gemäldemalerei
- Glasobjekte, Glasfenster und Keramik
- Graphik und Handzeichnungen, Malerei auf Papier
- Holzobjekte
- Kunsthandwerkliche Objekte
- Kleidung und historischer Schmuck
- Kronleuchter (Lüster) und historische Behänge
- Kunsttechnologie
- Metallobjekte: Kunstguss, kunsthandwerkliche Objekte
- Möbel und sonstige Innenarchitektur
- Moderne Materialien und Medien (Medienkunst)
- Musikinstrumente und andere Tondenkmale (Glocken)
- Papier, Schriftgut, Graphik, Buch und Buchmalerei
- Polsterung, Bespannung und Sattlerei
- Restaurierungsgeschichte und -theorie
- Steinskulptur und Steinarchitektur
- Stuck und Stuckplastiken, Gipsguss
- Tafelmalerei und Holzskulptur
- Tapeten und Tapisserien (Bildtapeten) auf Textilien und Papierträgern
- Technisches Kulturgut
- Textilien, Teppiche, Leder
- Uhren durch Rhabilleur
- Vergoldungen
- Wand- und Deckenmalerei
- Fahrzeugrestaurierung
- Videokunst

#### Sonderfall: Automobilrestaurierung
Automobile sind nach neueren Definitionen Objekte der Kulturgeschichte (Oldtimer). Bei dem, was als Automobilrestaurierung bezeichnet wird, handelt es sich fast immer um eine Renovierung, also um eine Erneuerung. Sie wird nicht im Sinne einer Konservierung zur musealen Anschauung und kulturhistorischen Betrachtung durchgeführt, sondern um das historische Kraftfahrzeug in seiner Fahrfunktion zu erhalten oder dahin zurückzuführen. Dabei gehen technische Details und historische Materialien als Sachquellen der Technik- und Wissenschaftsgeschichte verloren: Es sind die seit dem Bau und der alltäglichen Nutzung des Fahrzeugs geänderten und angepassten Gesetzgebungen, die bei der Renovierung auch zahlreiche technische und materialtechnische Veränderungen nach sich ziehen. Vor ca. 20–30 Jahren wurden Gebrauchsspuren (Patina) als Hinweis auf eine lange Nutzung eines Fahrzeugs weitgehend beseitigt. Heute wird nach Möglichkeit auf die Erhaltung von Gebrauchsspuren geachtet. Die wissenschaftliche Konservierung und Restaurierung von historischen Kraftfahrzeugen achtet darauf, Spuren der Alterung der Materialien und der Nutzung und auch Umnutzung eines historischen Fahrzeugs so erhalten wie an anderen wertvollen Kulturgütern. Auf die Restaurierung von Technischem Kulturgut spezialisierte Restauratoren führen solche Arbeiten durch. Die auf Fahrfähigkeit ausgerichtete Oldtimerrestaurierung wird in darauf spezialisierten Kfz-Werkstätten durchgeführt; an diese sind oft weitere auf historische Handwerkstechniken spezialisierte Gewerke wie Karosseriebauer und Polsterer angeschlossen. In diesen Werkstätten werden noch vorhandene Ersatzteile in die Fahrzeuge eingebaut oder aber Baugruppen nach historischem Vorbild aufwändig rekonstruiert. Dafür ist das Beherrschen spezifischer historischer Technologien notwendig.
Die museale Konservierung und Restaurierung an historischen Kraftfahrzeugen (Automobilen und Zweirädern / Motorrädern) wird immer wichtiger, je mehr an Technik und Material aus der Bauzeit von Fahrzeugen oder aus den unterschiedlichen Phasen ihrer Nutzung und Pflege verloren gehen. Die Schichten und Spuren, die an dem Fahrzeug im Laufe langer Zeit entstanden sind, so zu erhalten, dass sie alle gleichzeitig sichtbar sind, macht ein so erhaltenes Fahrzeug interessant. Es wird so ein historischer Raum spürbar, der viel entdecken lässt. Diesen historischen Raum für den Nutzer und Betrachter zu öffnen ist die Aufgabe von interdisziplinär wissenschaftlich ausgebildeten Restauratoren. Kenntnisse in Kultur- und Technikgeschichte sowie in Automobiltechnik, Gespür für Oberflächen und ihre Wirkung auf den Menschen und naturwissenschaftliche exakte Methodik der Arbeit an den originalen Materialien sind notwendig.
Verantwortungsvolle Sammler und Museen stellen den Erhalt und die Authentizität der Fahrzeuge immer mehr in den Vordergrund. Die Benutzung im ursprünglichen Sinn des Objekts „Fahrzeug“ tritt hier in den Hintergrund, der Erhalt der historischen Materialien, das Stoppen des Verfalls von unwiederbringlichen historischen Details gewinnen immer mehr an Stellenwert.
Kraftfahrzeuge waren als Kulturgut lange nicht anerkannt; dies hat sich gewandelt. Historisch richtige Restaurierungen werden heute nicht mehr nur in Kfz-Werkstätten durchgeführt, sondern in dafür hochqualifizierten Restaurierungsbetrieben oder einem Restaurierungsatelier. Wo es weiterhin um die Fahrfähigkeit geht, ist eine enge Zusammenarbeit zwischen beiden Arten von Dienstleistern ideal, wenn auch im Moment noch recht selten.
Die bisher vorwiegend aus Sicht ihrer Nützlichkeit betrachteten kulturgeschichtlich bedeutenden technischen Funktionsobjekte des 19. und 20. Jahrhunderts wie „Automobile“, „Eisenbahnfahrzeuge“ werden immer deutlicher in ihrer kulturellen Bedeutung gesehen und daher nach wissenschaftlichen Kriterien konserviert und restauriert. Ein auf diese gesellschaftliche Aufgabe vorbereitendes Studium wird an der HTW Berlin angeboten.

#### Verbände und Organisationen
National:
- VDR – Verband der Restauratoren (D)
- BfR – Bund freier Restaurierungswerkstätten e. V. (D)[11]
- BDA – Bundesdenkmalamt (A)
- ÖRV – Österreichischer Restauratorenverband (A)
- SKR – Schweizerischer Verband für Konservierung und Restaurierung (CH)[12]
- FT – Fachgruppe Textil des SKR, Schweiz (CH)[13]
- AIC – American Institute for Conservation (US)[14]
- FFCR – Fédération Française des Conservateurs Restaurateurs (F)[15]
- ICON – Institute of Conservation (GB/SCO)[16]
- IMAI – Inter Media Art Institute Düsseldorf, Konservierung und Restaurierung von Medienkunst[17]

Iinternationale Dachverbände:
- E.C.C.O. – European Confederation of Conservator-Restorers’ Organisations (Vereinigung der Europäischen Restauratorenverbände)[19]
- ENCoRE – European Network for Conservation Restoration Education[20]
- IADA – Internationale Arbeitsgemeinschaft der Archiv-, Bibliotheks und Graphikrestauratoren
- ICOM – International Council of Museums (Internationaler Museumsrat)
- ICOMOS – International Council on Monuments and Sites (Internationaler Rat für Denkmalpflege)
- IIC – International Institute for Conservation[21]

### Fakultäten und Institute im deutschsprachigen Raum
- Berlin: Studiengang Konservierung und Restaurierung/Grabungstechnik an der Hochschule für Technik und Wirtschaft Berlin[22]
- Bern: Fachbereich Konservierung und Restaurierung an der Hochschule der Künste Bern[23]
- Dresden: Studiengang Kunsttechnologie, Konservierung und Restaurierung von Kunst- und Kulturgut in den Fachgebieten: Wandmalerei und Architekturfarbigkeit; Malerei auf mobilen Bildträgern; Polychrome Skulptur, Bildtafeln und Retabel. (Hochschule für Bildende Künste Dresden)[24]
- Erfurt: Fakultät Bauingenieurwesen und Konservierung/Restaurierung der Fachhochschule Erfurt[25]
- Hildesheim: Fakultät Bauen und Erhalten der HAWK Hochschule Hildesheim/Holzminden/Göttingen[26] mit dem Hornemann Institut[27]
- Köln: Institut für Restaurierungs- und Konservierungswissenschaft in der Fakultät für Kulturwissenschaften der Technischen Hochschule Köln[28]
- Mainz: Dualer Studiengang des RGZM (Römisch-Germanisches Zentralmuseum) in Mainz und des Instituts für Vor- und Frühgeschichte der Johannes Gutenberg-Universität Mainz[29]
- München: Lehrstuhl für Restaurierung, Kunsttechnologie und Konservierungswissenschaft der Technischen Universität München[30]
- München: Staatlich anerkannte Fachakademie zur Ausbildung von Restauratoren[31]
- Potsdam: Studiengang Konservierung und Restaurierung an der Fachhochschule Potsdam[32]
- Stuttgart: Studiengänge der Konservierung und Restaurierung: Gemälde und gefasste Skulpturen; Archäologische, ethnologische und kunsthandwerkliche Objekte; Kunstwerken auf Papier, Archiv- und Bibliotheksgut; Wandmalerei, Architekturoberfläche und Steinpolychromie; Konservierung Neuer Medien und Digitaler Information (M.A.)[33] an der Staatlichen Akademie der Bildenden Künste Stuttgart.
- Wien: Institut für Konservierung und Restaurierung, Universität für angewandte Kunst Wien[34]
- Wien: Institut für Konservierung-Restaurierung der Akademie der bildenden Künste Wien[35]

## Handwerkliche Restaurierung

### Begriff und Charakteristika
Analog zur akademischen Restaurierung, die in ihren berufsständischen Netzwerken ICOM-CC und E.C.C.O. Eigenbeschreibung und Leitbilder für die akademische Seite der Restaurierung entwickelt hat, haben sich verschiedene Gremien der Handwerkskammern und Handwerksverbände als Vertreter der beruflichen Bildung mit ihrer handwerklichen Seite befasst. Im Mittelpunkt steht das implizite Wissen, die jahrelange Einübung und Weitergabe der Handwerkstechniken, und das betriebliche Know-how, die praxisnah und wirtschaftsrelevant in der beruflichen Aus- und Weiterbildung vermittelt werden. Die Charakteristika handwerklicher Restaurierung wurden 2015–2016 von den deutschen Handwerksorganisationen herausgearbeitet und abgestimmt:
- Handwerkliche Restaurierung wird von beruflich gebildeten Handwerkern geleistet, die als Unternehmer oder Mitarbeiter in Handwerksunternehmen bzw. in Kultureinrichtungen wie Bauhütten oder Museen tätig sind.
- Grundlage sind handwerkliche Restaurierungstechniken und traditionelle Handwerkstechniken.
- Die erforderlichen Techniken werden in der beruflichen Aus- und Weiterbildung erlernt, vertieft und durch regelmäßige Handwerksausübung perfektioniert.
- Die Übung verleiht Handwerkern nicht nur spezifische motorische Fertigkeiten und schärft ihr handlungsbezogenes Denken. Sie verfeinert auch ihre Erkenntnisfähigkeit in Bezug auf die verwendeten Materialien und Techniken.[36] Als Fachleute können Handwerker handwerksspezifische Befunde und Schadensbilder leicht erkennen und deuten.
- Restaurierende Handwerksunternehmen werden in Deutschland durch die örtlich zuständigen Handwerkskammern zugelassen und überwacht. Als Meisterbetriebe sind sie gewerbesteuerpflichtige, tarifgebundene Unternehmen, die über fachgerechte Betriebsausstattungen verfügen, arbeitsrechtliche Standards einhalten müssen und der Gewährleistungspflicht unterliegen.
- Handwerkliche Restaurierung eignet sich besonders, die Gebrauchsfähigkeit historischer Gebäude und Objekte zu erhalten und ihre Nutzung zu ermöglichen. Vor allem kann sie wichtige historische Informationen über die Funktion von Objekten bewahren.
- Sie bewahrt nicht nur das materielle, sondern auch das immaterielle Kulturerbe durch Einüben, Praktizieren und Weiterentwickeln der traditionellen Handwerkstechniken. Dabei kommen oft inkrementelle Innovationen zum Einsatz.
- In der Denkmalpflege, die besonderen gesetzlichen Bestimmungen unterliegt, arbeiten handwerkliche Restauratoren stets mit anderen Fachdisziplinen zusammen.[37]

### Geschichte
Während die akademische Restaurierung, die ihre werkbezogene Sichtweise aus der ästhetischen Theorie des 19. und frühen 20. Jahrhunderts bezieht und sich seit den 1920er und 1930er Jahren vor allem aus dem Bereich musealer Gemälde- und Skulpturenrestaurierung zu einem technischen Lehrberuf im Museum, ab den 1980er Jahren zu einem akademischen Studiengang professionalisierte, existierte die klassische handwerkliche Restaurierung als handwerklich-gewerblicher Zweig der Restaurierung kontinuierlich fort. Als nach dem Zweiten Weltkrieg im Zeichen des industriellen Bauens viele traditionelle handwerkliche Techniken nicht mehr in der geregelten Ausbildung unterrichtet wurden, gerieten viele handwerkliche Restaurierungstechniken in Vergessenheit. Nach dem Europäischen Denkmalschutzjahr 1975 gab der Europarat deshalb den Impuls zur Einrichtung des Fortbildungszentrums auf der Insel San Servolo in Venedig. Die Grundsätze der beruflichen Aus- und Weiterbildung für Restaurierung und Denkmalpflege wurden in den 1980er Jahren auch in das duale Ausbildungssystem, die Meisterprüfungsbilder und die Prüfungsordnung zum Restaurator im Handwerk in Deutschland übernommen. 2008 hat der Europarat die Bedeutung der handwerklichen Restaurierung für die Erhaltung von Kulturgütern herausgestellt und auf Notwendigkeit hingewiesen, die europäischen Handwerksorganisationen in ihren Bemühungen zur beruflichen Aus- und Weiterbildung in diesem Feld zu unterstützen und ihre europäische Vernetzung zu fördern.

### Restaurierungstheorie
Handwerkliche Restauratoren verstehen die traditionellen handwerklichen Techniken, die besondere Fertigkeit und ständige Übung verlangen, als Bestandteil des mit dem materiellen Kulturerbe zu erhaltenden geistigen oder immateriellen Kulturerbes, das ebenso wenig verloren gehen darf, wie das materielle Erbe. Darin beziehen sie sich auf die durch die San-Antonio Declaration von 1996 beförderte Diskussion, die die seinerzeit von Europa ausgegangene Doktrin, allein das Material in den Mittelpunkt zu stellen, in Zweifel zog. Unter dem Eindruck des Cultural turn in den Geisteswissenschaften und einer global wachsenden Sensibilität für die Erkenntnisse der Kulturwissenschaften hat diese zum Ausgang des letzten Jahrtausends zu einem neuen Kulturerbeverständnis geführt. Heute umfasst der Begriff des Kulturerbes nicht mehr nur materielles Kulturgut. Immaterielles Kulturgut sind lebendige, „nicht anfassbare“ Bräuche, Darstellungen, Ausdrucksformen, aber auch handwerkliches Wissen und Können mit den dazugehörigen Werkzeugen. Mit der 2003 getroffenen und 2006 in Kraft getretenen UNESCO-Konvention zur Erhaltung des immateriellen Kulturerbes werden u. a. traditionelle Handwerkstechniken, -künste und -überlieferung als wesentliche Voraussetzung für die Entstehung des materiellen Kulturerbes international anerkannt.
Die Bundesrepublik Deutschland führt seit 2014 ein Bundesweites Verzeichnis des immateriellen Kulturerbes, in das u. a. der Orgelbau und die Mal-, Fass- und Vergoldetechniken der Kirchenmaler, der Hessische Kratzputz oder die Zubereitung und Anwendung von traditionellem Kalkmörtel aufgenommen wurden. Handwerkliche Restaurierung dient damit gleichermaßen der Erhaltung des materiellen wie des immateriellen Kulturerbes.
Gegen Ende des letzten Jahrtausends mehrte sich auch die Kritik an einer Erhaltungsphilosophie, die selbst technische Kulturgüter und Fahrzeuge in Betrieb wie Objekte von Kunstsammlungen behandeln wollte. Grundsatzerklärungen, Chartas und Richtlinien zur Erhaltung von technischen Kulturgütern und historischen Verkehrsmitteln, wie die Europäische Charta über die Konservierung und Restaurierung von historischen Wasserfahrzeugen in Fahrt (European Charter for the Conservation and Restoration of Traditional Ships in Operation = Charta von Barcelona, 2003), die Europäische Charta für die Erhaltung und Restaurierung von betriebsfähigen historischen Eisenbahnen (Conservation Guidelines for Operational Railway Museums = Charta von Riga, 2005), die Charta von Turin zur Erhaltung historischer Fahrzeuge (Turin Charter on historic vehicles, 2013), und die Charta von Braunschweig zum fliegerischen Erhalt historischer Luftfahrzeuge (Braunschweig Charter on aviation heritage, 2015) stellen die Bedeutung heraus, die der Weiterbetrieb und die Nutzung von Kulturgütern für deren grundsätzliches Verständnis und Erhaltung hat. Sie fordern deshalb, dass die Gebrauchsfähigkeit dieser Kulturgüter aufrechterhalten bleiben muss, dass sie durch Betrieb und Nutzung erhalten werden sollen, um Standschäden zu vermeiden, und sie fordern dafür den Einsatz der entsprechenden traditionellen Handwerkstechniken. Solches Kulturgut, das sich oft in privatem Besitz befindet, wird in der Regel handwerklich restauriert.

### Restaurierende Handwerkszweige
Eine 2010–2011 im Auftrag des Bundesministeriums für Wirtschaft und Technologie durchgeführte Untersuchung zum Handwerk in der Kultur- und Kreativwirtschaft nennt den Bereich Restaurierung und Erhalt des Kulturerbes als einen von sieben großen Tätigkeitsfeldern des kulturell tätigen Handwerks. Mit bundesweit rund 7,5 Mrd. Euro p. a. erzielt die handwerkliche Restaurierung und Denkmalpflege etwa 1,3 % des handwerklichen Gesamtumsatzes.
Handwerkliche Restauratoren sind nur in ihrem erlernten Handwerk tätig, daher untergliedern sich die Tätigkeitsbereiche nicht nach übergreifenden Material- oder Objektgruppen, sondern nach dem erlernten Handwerk. 2017 waren über 50 Handwerkszweige im Tätigkeitsfeld Restaurierung / Erhalt des Kulturerbes aktiv, zum Beispiel:
- Beton- und Stahlbetonbauer
- Bildschnitzer
- Bogner
- Bootsbauer, Schiffbauer
- Buchbinder
- Büchsenmacher
- Dachdecker
- Edelsteinschleifer
- Fahrzeugtechniker
- Feintäschner
- Flechtwerkgestalter
- Flickenteppichhersteller
- Fliesenleger
- Geigenbauer
- Glasbläser, Glasapparatebauer
- Glaser
- Goldschmied
- Graveur
- Handzuginstrumentenmacher
- Holzblasinstrumentenmacher
- Holz- und Bautenschützer
- Karosseriebauer, Fahrzeugbauer
- Keramiker
- Klavier- und Cembalobauer
- Klempner
- Küfer
- Kürschner
- Lampenschirmhersteller
- Maler und Lackierer
- Maßschneider
- Maurer
- Metall- und Glockengießer
- Metallbildner
- Metallblasinstrumentenmacher
- Modisten
- Orgel- und Harmoniumbauer
- Parkettleger
- Porzellanmaler
- Raumausstatter
- Sattler
- Schlagzeugmacher
- Schmied
- Schuhmacher
- Segelmacher
- Steinmetze, Steinbildhauer
- Stoffmaler
- Stuckateure
- Textilgestalter im Handwerk
- Tischler
- Uhrmacher
- Vergolder
- Wachszieher
- Werksteinhersteller
- Zimmerer
- Zupfinstrumentenmacher[53]

### Berufliche Aus- und Weiterbildung
Die Grundlagen der handwerklichen Restaurierung werden in der drei- bis dreieinhalbjährigen handwerklichen Ausbildung gelegt. In über 50 Handwerksberufen werden handwerkliche Restauratoren auf Gesellen- bzw. Meisterebene aus- bzw. weitergebildet; die Ausbildungsverordnungen wie die Meisterprüfungsbilder sind in Deutschland bundeseinheitlich geregelt, d. h. sie werden als überall im Bundesgebiet einheitlich geltende Verordnungen erlassen. In 10 Berufen vor allem im Bauhandwerk gibt es die geregelte Fortbildung zum Gesellen / zur Fachkraft für Restaurierungsarbeiten. In 15 Handwerkszweigen bieten verschiedene Fortbildungszentren und Handwerkskammern die Spezialisierungsfortbildung zum Restaurator im jeweiligen Handwerk an. Eine wichtige Rolle für handwerkliche Restauratoren spielt oft auch ihre Erfahrung auf der dreijährigen Gesellenwanderung.
Seit Ende der 1970er Jahre besteht für Handwerker die Möglichkeit, im Rahmen eines Stipendienprogramms am Baudenkmalpflegekurs des Centro Europeo per i Mestieri di Patrimonio in Italien teilzunehmen. Das Europäische Zentrum befand sich von 1976 bis 2007 auf der Insel San Servolo in Venedig, 2008 zog die Einrichtung aufs Festland nach Thiene bei Vicenza in die Villa Fabris der Handwerksorganisation Confartigianato Vicenza um.
Auf europäischer Ebene haben sich die Fortbildungszentren für handwerkliche Restaurierung 2012 zur „Fédération européenne pour les métiers du patrimoine bâti“ (FEMP) im Zentrum La-Paix Dieu in Belgien zusammengeschlossen.

### Fortbildungszentren im deutschsprachigen Raum
Berufliche Fortbildungen für handwerkliche Restaurierung / Denkmalpflege werden heute von einer Reihe von Fortbildungszentren für Handwerker unterschiedlicher Alters- und Erfahrungsgruppen angeboten. Zum Beispiel in:
- Berlin: Handwerkskammer Berlin.[59] RestaurierungsZentrum Berlin e. V.[60]
- Biberach (Riß): Kompetenzzentrum Holzbau & Ausbau[61]
- Erfurt: · Handwerkskammer Erfurt[62]
- Frankfurt (Oder): Berufsförderungswerk e. V. des Bauindustrieverbandes Berlin-Brandenburg e. V.[63]
- Fulda: Propstei Johannesberg gGmbH[64]
- Görlitz: Görlitzer Fortbildungszentrum für Handwerk und Denkmalpflege e. V.[65]
- Halle (Saale): Handwerkskammer Halle[66]
- Hannover: Handwerkskammer Hannover, Werkakademie für Gestaltung und Design im Handwerk Niedersachsen e. V.[67]
- Herrstein: Handwerkskammer Koblenz, Zentrum für Restaurierung und Denkmalpflege[68]
- Kassel: Bundesbildungszentrum des Zimmerer- und Ausbaugewerbes gGmbH[69]
- Klingenthal: Berufliches Schulzentrum Vogtland, Schulteil Klingenthal[70]
- Königslutter: Handwerkskammer Braunschweig-Lüneburg-Stade, Bildungszentrum für das Steinmetz- und Bildhauerhandwerk[71]
- Leipzig: Handwerkskammer zu Leipzig[72]
- Leonberg: Berufsförderungs-GmbH[73]
- Ludwigsburg: Oscar-Walcker-Schule[74]
- Mittenwald: Staatliche Berufsfachschule[75]
- München: Landeshauptstadt München, Städtische Meisterschule für das Maler- und Lackiererhandwerk, Städtische Meisterschule für das Vergolderhandwerk[76]
- Neu-Anspach (Taunus): Hessische Uhrmacherschule »Karl-Geitz-Schule« im Hessenpark[77]
- Raesfeld: Akademie des Handwerks Schloss Raesfeld[78]
- Schwerin: Handwerkskammer Schwerin[79]
- Stuttgart: Buchbinder Colleg.[80] Handwerkskammer Region Stuttgart[81]
- Wunsiedel: Europäisches Fortbildungszentrum für das Steinmetz- und Steinbildhauerhandwerk[82]

### Verbände und Organisationen

#### National
- ZDH – Zentralverband des Deutschen Handwerks[83]
- DHKT – Deutscher Handwerkskammertag[84]
- UDH – Unternehmerverband Deutsches Handwerk[85]
- ARGE – Arbeitsgemeinschaft der Fortbildungszentren für handwerkliche Denkmalpflege[86]
- RiH e. V. – Restaurator im Handwerk e. V.[87]
- Fachgruppe Kirchenmaler, Restauratoren und Vergolder in Bayern[88]
- Bundesinnungsverband für das Musikinstrumenten-Handwerk[89]
- Fachgruppe Parkettrestauratoren im Zentralverband Parkett und Fußbodentechnik[90]
- Verband der Restauratoren im Zimmerer-Handwerk[91]
- Fachgruppe Restauratoren im Fachverband der Stuckateure für Ausbau und Fassade[92]
- Bundesverband Restauratoren im Raumausstatter-Handwerk[93]

#### International
- UEAPME – Union Européenne de l'Artisanat et des Petites et Moyennes Entreprises – European Association of Craft, Small and Medium-Sized Enterprises (Vereinigung der europäischen Handwerksorganisationen)[94]
- FEMP – Fédération européenne pour les métiers du patrimoine bâti – European Federation for Architectural Heritage Skills (Bund für handwerkliche Restaurierung und Denkmalpflege)[95]
- EMH – European Maritime Heritage (Verband für historische Schiffe im Betrieb)[96]
- Centro Europeo per i Mestieri di Patrimonio – Fondazione Villa Fabris (Europäisches Zentrum für handwerkliche Restaurierung)[97]

## Restaurierungsforschung
Der Weiterentwicklung technischer und apparativer Möglichkeiten und der materialwissenschaftlichen Risikobewertung von Restaurierungsarbeiten widmen sich zahlreiche Forschungseinrichtungen weltweit. In Deutschland betreibt die Fraunhofer-Gesellschaft am Standort Kloster Bronnbach seit den 1990er Jahren ein Kompetenzzentrum hierfür, aus dem heraus sich das Internationale Zentrum für Kulturgüterschutz und Konservierungsforschung IZKK entwickelte.

## Zeitschriften
- PapierRestaurierung bzw. seit 2009 Journal of PaperConservation, hrsg. von der Internationalen Arbeitsgemeinschaft der Archiv-, Bibliotheks- und Grafikrestauratoren (IADA) – erscheint viermal jährlich, http://palimpsest.stanford.edu/iada/
- VDR-Beiträge zur Erhaltung von Kunst und Kulturgut: Die Fachzeitschrift des VDR, hrsg. vom Verband der Restauratoren (VDR) – erscheint zweimal jährlich, wie auch weitere Monographien zu Spezialthemen, http://www.restauratoren.de.
- Restauro – Fachpublikation für Restauratoren, Konservatoren und Denkmalpfleger, Callwey Verlag München, ISSN 0933-4017, http://restauro.de
- Zeitschrift für Kunsttechnologie und Konservierung (ZKK) erscheint seit 1987, 2 Hefte pro Jahr, Wernersche Verlagsgesellschaft, ISSN 0931-7198,
- Restaurierung und Archäologie. Konservierung, Restaurierung, Technologie, Archäometrie (mehrsprachig), erscheint jährlich, Band 1 erschien 2008, Verlag des Römisch-Germanischen Zentralmuseums – Forschungsinstitut für Vor- und Frühgeschichte Mainz, http://web.rgzm.de/655.html?&L=0.
- Restaurator im Handwerk – Fachzeitschrift für Restaurierungspraxis, hrsg. vom Bundesverband Restaurator im Handwerk e. V., erscheint viermal jährlich, ISSN 1869-7119, http://www.restaurator-im-handwerk.eu.